# Los tres huastecos
Los tres huastecos es una película mexicana de 1948 dirigida por Ismael Rodríguez, y protagonizada por Pedro Infante, Blanca Estela Pavón y María Eugenia Llamas.

## Sinopsis
Criados por separado en tres pueblos de la Huasteca, los triates Andrade (Pedro Infante, interpretando tres papeles) son muy diferentes de carácter a pesar de ser idénticos físicamente. Lorenzo, el tamaulipeco, es bronco y ateo; Juan de Dios, el potosino, es cura de una parroquia, mientras que Víctor, el veracruzano, es capitán del ejército. Su enorme parecido físico es motivo de conflictos y Juan de Dios trata de solucionar los problemas de sus dos hermanos. Lorenzo, padre de "La Tucita" (María Eugenia Llamas), es confundido al principio con "El Coyote", un supuesto bandido y asesino, y tiene como ayudante a Alejandro (Alejandro Ciangherotti), quien es el verdadero "Coyote" y novio de Mary Toña, de la cual se enamora Víctor, quien a su vez trata de arrestar a El Coyote sin saber que es su propio hermano. Al final, los tres terminan vestidos igual por distintas razones para terminar cantando, con el verdadero Coyote tras las rejas.

## Reparto
| Actor/Actriz                | Personaje                           |
| --------------------------- | ----------------------------------- |
| Pedro Infante               | Víctor/Juan de Dios/Lorenzo Andrade |
| Blanca Estela Pavón         | Mary Toña                           |
| Alejandro Ciangherotti      | Alejandro, El Güero o El Coyote     |
| Fernando Soto "Mantequilla" | Cuco                                |
| María Eugenia Llamas        | La Tucita                           |
| Guillermo Calles            | El Bronco                           |
| Roberto Corell              | Sin acreditar                       |
| Paz Villegas                | Sin acreditar                       |
| Conchita Gentil Arcos       | Sin acreditar                       |
| Antonio R. Frausto          | Sin acreditar                       |
| Hernán Vera                 | Sin acreditar                       |
| Salvador Quiroz             | Sin acreditar                       |
| Julio Ahuet                 | Sin acreditar                       |
| Guillermo Bravo Sosa        | Sin acreditar                       |
| Chel López                  | Sin acreditar                       |
| Irma Dorantes               | Muchacha con los labios pintados    |
| Jaime Jiménez Pons          | Sin acreditar                       |
| José Luis Moreno            | Sin acreditar                       |
| José G. Cruz                | Sin acreditar                       |
| María Luisa Alcalá          | Sin acreditar                       |

## Comentarios
- Pedro Infante interpreta tres papeles en esta película.
- Este filme ocupa el lugar 51 dentro de la lista de las 100 mejores películas del cine mexicano, según la opinión de 25 críticos y especialistas del cine en México, publicada por la revista somos en julio de 1994.[1]
- Al parecer se llegó a conocer primeramente como Coyotes en la Huasteca.

## Premios
- Nominación al Ariel al mejor director y mejor guion para Ismael Rodríguez, nominación al Ariel para mejor actor principal para Pedro Infante, nominación al Ariel para mejor papel juvenil para María Eugenia Llamas (Tucita), nominación al Ariel para mejor adaptación y mejor edición de película.